# Sabine Eichenberger
Sabine Eichenberger (25 de septiembre de 1968) es una deportista suiza que compitió en piragüismo en las modalidades de aguas tranquilas y aguas bravas.
Participó en los Juegos Olímpicos de Atlanta 1996, obteniendo una medalla de plata en la prueba de K4 500 m, en la modalidad de aguas tranquilas.
En la modalidad de aguas bravas, ganó nueve medallas en el Campeonato Mundial entre los años 1991 y 2014, y diez medallas en el Campeonato Europeo entre los años 1997 y 2013.

## Palmarés internacional

### Piragüismo en aguas tranquilas
| Juegos Olímpicos | Juegos Olímpicos         | Juegos Olímpicos | Juegos Olímpicos |
| Año              | Lugar                    | Medalla          | Competición      |
| ---------------- | ------------------------ | ---------------- | ---------------- |
| 1996             | Atlanta (Estados Unidos) | Medalla de plata | K4 500 m         |

### Piragüismo en aguas bravas
| Campeonato Mundial | Campeonato Mundial           | Campeonato Mundial | Campeonato Mundial     |
| Año                | Lugar                        | Medalla            | Competición            |
| ------------------ | ---------------------------- | ------------------ | ---------------------- |
| 1991               | Bovec (Yugoslavia)           | Medalla de bronce  | K1 clásico por equipos |
| 2004               | Garmisch (Alemania)          | Medalla de oro     | K1 clásico individual  |
| 2006               | Karlovy Vary ( Rep. Checa)   | Medalla de bronce  | K1 clásico individual  |
| 2008               | Valsesia (Italia)            | Medalla de oro     | K1 clásico individual  |
| 2012               | Mâcot-la-Plagne (Francia)    | Medalla de bronce  | K1 clásico por equipos |
| 2012               | Mâcot-la-Plagne (Francia)    | Medalla de bronce  | K1 sprint por equipos  |
| 2013               | Solkan (Eslovenia)           | Medalla de bronce  | C1 sprint individual   |
| 2014               | Valtelina (Italia)           | Medalla de plata   | C1 clásico individual  |
| 2014               | Valtelina (Italia)           | Medalla de bronce  | K1 clásico por equipos |
| Campeonato Europeo |                              |                    |                        |
| Año                | Lugar                        | Medalla            | Competición            |
| 1997               | Mâcot-la-Plagne (Francia)    | Medalla de oro     | K1 clásico individual  |
| 1997               | Mâcot-la-Plagne (Francia)    | Medalla de plata   | K1 clásico por equipos |
| 2001               | Valsesia (Italia)            | Medalla de bronce  | K1 clásico individual  |
| 2003               | Karlovy Vary ( Rep. Checa)   | Medalla de plata   | K1 clásico individual  |
| 2003               | Karlovy Vary ( Rep. Checa)   | Medalla de bronce  | K1 sprint individual   |
| 2007               | Bihać (Bosnia y Herzegovina) | Medalla de bronce  | K1 clásico individual  |
| 2011               | Kraljevo (Serbia)            | Medalla de oro     | K1 clásico individual  |
| 2011               | Kraljevo (Serbia)            | Medalla de bronce  | K1 clásico por equipos |
| 2011               | Kraljevo (Serbia)            | Medalla de bronce  | K1 sprint por equipos  |
| 2013               | Bovec (Eslovenia)            | Medalla de plata   | K1 sprint por equipos  |